# Maria Koleva
Maria Koleva (bulgariska: Мария Колева), född den 10 augusti 1977 i Sofia, Bulgarien, är en bulgarisk före detta gymnast.
Hon tog OS-silver i rytmisk gymnastik för trupper i samband med de olympiska gymnastiktävlingarna 1996 i Atlanta.